# Kwas pamidronowy
Kwas pamidronowy (łac. acidum pamidronicum) – organiczny związek chemiczny z grupy bisfosfonianów. W postaci soli disodowej, pamidronianu disodu (łac. dinatrii pamidronas), stosowany jest jako lek zmniejszający resorpcję kości przez hamowanie czynności osteoklastów (komórek kościogubnych). Efektem jego działania jest zmniejszenie poziomu wapnia we krwi (szczególnie istotne w leczeniu hiperkalcemii), zmniejszenie wydalania z moczem produktów resorpcji kości – hydroksyproliny, wapnia i fosforu. Lek podawany jest dożylnie, co zapewnia 100% biodostępność. W ok. 50% wiąże się z białkami, głównie albuminami. Ok. 20–55% dawki wydalane jest z moczem w postaci niezmienionej w ciągu 72 h, reszta łączy się z tkanką kostną. Podobnie jak inne bisfosfoniany podawane dożylnie nie podlega przemianom metabolicznym.

## Otrzymywanie
Kwas pamidronowy można otrzymać w reakcji β-alaniny z kwas fosfonowym i trichlorkiem fosforu w chlorobenzenie i następującej w drugim etapie hydrolizie:
H
2NCH
2CH
2COOH + H
3PO
3 + PCl
3 + 2H
2O → H
2NCH
2CH
2C(OH)(PO
3H
2)
2 + 3HCl

## Wskazania
Kwas pamidronowy wskazany jest w leczeniu stanów związanych ze zwiększoną aktywnością osteoklastów: 
- przerzutów nowotworowych do kości z przewagą procesów litycznych (kościogubnych) oraz szpiczaka mnogiego,
- w leczeniu hiperkalcemii w chorobie nowotworowej,
- w leczeniu choroby Pageta.

## Dawkowanie
Standardowa dawka wynosi 90 mg i podawana jest 1 raz na 3–4 tygodnie we wlewie dożylnym. W przypadku leczenia hiperkalcemii dawkę ustala lekarz w zależności od poziomu wapnia we krwi. Kwas pamidronowy może być podawany:
- w trakcie chemioterapii i radioterapii,
- u pacjentów starszych,
- u pacjentów z zaburzeniami wątroby (w stopniu do umiarkowanego),
- u pacjentów z zaburzeniami nerek (w stopniu do umiarkowanego),
- nawet po pojawieniu się nowych przerzutów.

## Przeciwwskazania
Uczulenie na bisfosfoniany, jednoczesne stosowanie z innymi bisfosfonianami, ciąża i karmienie piersią.

## Środki ostrożności
Środek należy podawać tylko we wlewie, nie można stosować zastrzyków domięśniowych. Przed podaniem leku pacjent powinien być nawodniony (ok. 0,5 litra płynów, co zmniejsza typowe po podaniu objawy grypopodobne). W trakcie całej terapii przed podaniem leku należy przeprowadzać badania oceniające poziom wapnia we krwi (aby nie był zbyt niski po podaniu pamidronianu) oraz badania oceniające pracę nerek (klirens kreatyniny). Pacjent powinien zgłaszać lekarzami zabiegi stomatologiczne. Lekarz onkolog również może zlecić badanie stomatologiczne. Jest to związane z ryzykiem martwicy kości szczękowej u pacjentów leczonych bisfosfonianami z rozpoznanym rakiem (głównie szpiczak mnogi, zaawansowany rak piersi) oraz przeprowadzonym zabiegiem z zakresu chirurgii szczękowej (w tym również ekstrakcją zęba).

## Skuteczność
- Efekt przeciwbólowy[5][6] – po podaniu kwasu pamidronowego obserwuje się zmniejszenie bólu kostnego. Ten efekt przeciwbólowy jest lepszy, gdy kwas pamidronowy stosowany jest w trakcie radioterapii oraz przy ewentualnych środkach przeciwbólowych (działają addycyjnie).
- Zmniejszenie liczby powikłań kostnych[7] – bisfosfoniany w leczeniu przerzutów nowotworowych do kości stosuje się w celu zmniejszenia liczby powikłań, jakie te przerzuty powodują, np. złamania kości, złamania kręgów w kręgosłupie, ucisków na rdzeń kręgowy i wywołanych przez nie zaburzeń neurologicznych. Do powikłań kostnych wywołanych przerzutem do kości zalicza się również hiperkalcemia i zaburzenia hemotologiczne (gdy zajęty jest szpik kostny). Najczęściej zgłaszany przez pacjentów jest ból kostny. Kwas pamidronowy zmniejsza liczbę powikłań kostnych (np. u pacjentek z rakiem piersi i przerzutami o 32% vs placebo), zaś u pacjentów ze szpiczakiem mnogim odsetek powikłań kostnych jest o 20% mniejszy niż przy placebo.
- Wydłużenie w czasie wystąpienia kolejnych powikłań kostnych[7] – kwas pamidronowy zmniejsza liczbę powikłań kostnych i opóźnia ich wystąpienie. Dla przykładu u pacjentek z rakiem piersi otrzymujących placebo powikłania kostne pojawiały się po średnio 5–6 miesiącach natomiast u pacjentek otrzymujących kwas pamidronowy powikłania kostne pojawiały się po średnio 14 miesiącach.
- Leczenie hiperkalcemii wywołanej chorobą nowotworową[8] – standardem w leczeniu hiperkalcemii jest podawanie dożylnie bisfosfonianów. Ich działanie polega na obniżeniu poziomu wapnia we krwi i widoczne jest już w ciągu 1–3 dni od podania. Normokalcemia występuje po podaniu kwasu pamidronowego u 80–100% przypadków. Czasem dawkę leku należy powtórzyć lub rozpocząć terapię przewlekłą (comiesięczną).

## Działania niepożądane
Najczęstsze działania niepożądane po podaniu kwasu pamidronowego pojawiają się w ciągu pierwszych 2–3 dni po podaniu leku i opisywane są jako objawy grypopodobne (gorączka + 1–2 °C), bóle mięśni i stawów, uczucie zmęczenia) i związane są z działaniem leku. Pacjenci wskazują różny stopień nasilenia i w niektórych przypadkach lekarz poleca zastosowanie środków przeciwbólowych. 

## Refundacja w Polsce
W Polsce kwas pamidronowy jest refundowany w leczeniu osteolitycznych przerzutów nowotworowych do kości.